# Aubi
L'Aubi és un riu del Baix Empordà que neix a la confluència de la Riera de Santa Margarida i la Riera del Mas Soley, al municipi de Palafrugell. Durant el curs mitjà es divideix en dos braços, un desemboca a la Platja de Castell (municipi de Palamós), i l'altre desemboca a la Platja d'Es Monestri (Sant Antoni de Calonge).
Originàriament l'Aubi desembocava al bell mig de Palamós, però en períodes de fortes precipitacions el riu sortia de la llera i provocava inundacions. Per aquest motiu l'any 1924 es va desviar el riu cap al nord, cap a la platja del Castell, aprofitant el curs d'un torrent preexistent. Però part de les antigues rieres afluents de l'Aubi continuaven desembocant a l'antiga llera que passava pel mig de la ciutat de Palamós, per això es va fer una nova llera que recollia les rieres afluents per la dreta, desviant-les cap a Sant Antoni de Calonge, tot resseguint l'actual carretera C-31.
Recull aigües tant del massís de les Gavarres com del massís de Begur.

## Principal afluents
- Riera de Santa Margarida
- Riera del Mas Soley
- Torrent Bo
- Riera de Canyelles (llera nord)
- Riera de les Murtreres (llera sud)
- Riera de Vall-llobrega (llera sud)
- Torrent de Corbatges (llera sud)
- Riera de Bell-lloc (llera sud)
- Riera del Belitrà (llera sud)

## Espais naturals
L'actual llera nord desemboca a la platja de Castell de Palamós, on forma una llacuna d'aigües salabroses anomenada Llacuna de la platja de Castell. Aquesta llacuna està rodejada de canyissar i plantes típiques d'aiguamolls. Destaca per la presència de llisses i anguiles així com per una avifauna abundant durant períodes de migració.
Des del punt de vista urbanístic, aquest espai estava qualificat com a sòl urbanitzable. La pressió popular, però, va motivar que l'ajuntament de Palamós convoqués una consulta per decidir-ne el futur. El referèndum fou guanyat pels partidaris de requalificar urbanísticament la platja de Castell com a sòl no urbanitzable. El decret del 21 de gener de 2003 aprova la modificació del Pla d'Espais d'Interès Natural (PEIN) per a incloure l'espai de Castell-Cap Roig com a espai independent.